# Baur au Lac
Le Baur au Lac est un hôtel de luxe 5 étoiles situé rue Talstrasse, près de la place Bürkli, à Zurich en Suisse. 
L'hôtel a été fondé en 1844 par Johannes Baur et est actuellement toujours détenu par la famille Baur. Il a été entièrement rénové entre 2008 et 2010.